# Юнацька збірна Данії з футболу (U-16)
Юнацька збірна Данії з футболу (U-16) — національна футбольна збірна Данії, що складається із гравців віком до 16 років. Керівництво командою здійснює Данський футбольний союз. Збірна може брати участь у товариських і регіональних змаганнях.
Формує найближчий кадровий резерв для основної юнацької збірної, команди до 17 років, яка може кваліфікуватися на Юнацький чемпіонат Європи з футболу (U-17). До зміни формату юнацьких чемпіонатів Європи у 2001 році саме команда 16-річних функціонувала як одна з основних юнацьких збірних і боролася за право участі у відповідній континентальній юнацькій першості з футболу, а до 1991 року — і на чемпіонаті світу U-16. 1994 року була віце-чемпіоном Європи серед 16-річних.

## Виступи на міжнародних турнірах

### Юнацький чемпіонат світу (U-16)
| Рік  | Раунд              | І                  | В                  | Н                  | П                  | Г+                 | Г-                 |
| ---- | ------------------ | ------------------ | ------------------ | ------------------ | ------------------ | ------------------ | ------------------ |
| 1985 | не кваліфікувалася | не кваліфікувалася | не кваліфікувалася | не кваліфікувалася | не кваліфікувалася | не кваліфікувалася | не кваліфікувалася |
| 1987 | не кваліфікувалася | не кваліфікувалася | не кваліфікувалася | не кваліфікувалася | не кваліфікувалася | не кваліфікувалася | не кваліфікувалася |
| 1989 | не кваліфікувалася | не кваліфікувалася | не кваліфікувалася | не кваліфікувалася | не кваліфікувалася | не кваліфікувалася | не кваліфікувалася |

### Юнацький чемпіонат Європи (U-16)
| Рік  | Раунд              | І                  | В                  | Н                  | П                  | Г+                 | Г-                 |
| ---- | ------------------ | ------------------ | ------------------ | ------------------ | ------------------ | ------------------ | ------------------ |
| 1982 | не кваліфікувалася | не кваліфікувалася | не кваліфікувалася | не кваліфікувалася | не кваліфікувалася | не кваліфікувалася | не кваліфікувалася |
| 1984 | не кваліфікувалася | не кваліфікувалася | не кваліфікувалася | не кваліфікувалася | не кваліфікувалася | не кваліфікувалася | не кваліфікувалася |
| 1985 | не кваліфікувалася | не кваліфікувалася | не кваліфікувалася | не кваліфікувалася | не кваліфікувалася | не кваліфікувалася | не кваліфікувалася |
| 1986 | груповий етап      | 3                  | 1                  | 1                  | 1                  | 4                  | 3                  |
| 1987 | груповий етап      | 3                  | 0                  | 2                  | 1                  | 2                  | 3                  |
| 1988 | не кваліфікувалася | не кваліфікувалася | не кваліфікувалася | не кваліфікувалася | не кваліфікувалася | не кваліфікувалася | не кваліфікувалася |
| 1989 | груповий етап      | 3                  | 1                  | 0                  | 2                  | 10                 | 9                  |
| 1990 | груповий етап      | 3                  | 2                  | 0                  | 1                  | 10                 | 3                  |
| 1991 | груповий етап      | 3                  | 0                  | 1                  | 2                  | 3                  | 7                  |
| 1992 | груповий етап      | 3                  | 1                  | 0                  | 2                  | 2                  | 4                  |
| 1993 | не кваліфікувалася | не кваліфікувалася | не кваліфікувалася | не кваліфікувалася | не кваліфікувалася | не кваліфікувалася | не кваліфікувалася |
| 1994 | віце-чемпіон       | 6                  | 3                  | 1                  | 2                  | 15                 | 13                 |
| 1995 | не кваліфікувалася | не кваліфікувалася | не кваліфікувалася | не кваліфікувалася | не кваліфікувалася | не кваліфікувалася | не кваліфікувалася |
| 1996 | не кваліфікувалася | не кваліфікувалася | не кваліфікувалася | не кваліфікувалася | не кваліфікувалася | не кваліфікувалася | не кваліфікувалася |
| 1997 | не кваліфікувалася | не кваліфікувалася | не кваліфікувалася | не кваліфікувалася | не кваліфікувалася | не кваліфікувалася | не кваліфікувалася |
| 1998 | чвертьфінали       | 4                  | 1                  | 2                  | 1                  | 2                  | 3                  |
| 1999 | груповий етап      | 3                  | 1                  | 0                  | 2                  | 2                  | 2                  |
| 2000 | груповий етап      | 3                  | 1                  | 0                  | 2                  | 7                  | 7                  |
| 2001 | не кваліфікувалася | не кваліфікувалася | не кваліфікувалася | не кваліфікувалася | не кваліфікувалася | не кваліфікувалася | не кваліфікувалася |